# Agostino Agazzari
Agostino Agazzari (Siena, 2 de diciembre de 1578 - ibídem, 10 de abril de 1640) fue un compositor y teórico musical italiano, principalmente conocido por sus aportaciones teóricas sobre el bajo continuo en su tratado Del sonare sopra'l basso con tutti li stromenti e dell'usu loro nel conserto (1607).

## Vida
Agazzari nació en Siena, en el seno de una familia aristocrática. Tras trabajar como profesor del Colegio Romano en Roma, volvió en 1607 a Siena, donde fue primer organista y posteriormente maestro del coro de la catedral. Era buen amigo de Lodovico Grossi da Viadana, innovador temprano del bajo continuo.
Agazzari escribió muchos libros de música sacra, madrigales y el drama pastoral Eumelio (1606). Estilísticamente, Eumelio es similar a la famosa composición de Emilio de Cavalieri Rappresentatione di Anima, e di Corpo, de1600, una obra de singular importancia en el desarrollo del oratorio. En el prefacio del drama menciona que le pidieron que ajustara el texto a la música solo un mes antes de su estreno; compuso la música en dos semanas, y copió las partes y ensayó en las siguientes dos semanas, algo impresionante incluso en la era moderna. Agazzari es principalmente conocido, no obstante, por sus aportaciones teóricas en Del sonare sopra il basso (1607), uno de los primeros y más importantes trabajos sobre el bajo continuo. Este tratado fue inmensamente importante en la difusión de dicha técnica en Europa: por ejemplo, el alemán Michael Praetorius utilizó grandes porciones de él en su Syntagma musicum (1618-1619). Como en muchos tratados teóricos del Renacimiento tardío y el Barroco temprano, describe una práctica que ya estaba dándose. En gran parte se basa en un estudio de su amigo Viadana, Cento concerti ecclesiastici (publicado en Venecia en 1602), la primera colección de música sacra que usa el bajo continuo.
La mayoría de sus composiciones son de música sacra, en las que predominan motetes del tipo del Barroco temprano, para dos o tres voces con instrumentos. Todos los motetes se acompañan con bajo continuo, siendo el órgano el instrumento que proporciona la línea sustentatoria. Por otro lado, sus madrigales son a cappella, siguiendo el estilo del Renacimiento tardío. La obra de Agazzari muestra por tanto, a un tiempo, tanto tendencias muy progresistas como otras más conservadoras. No obstante, sus composiciones más progresistas son sacras, y las más conservadoras son seculares, una situación casi única entre los compositores del Barroco temprano.
Agazzari murió en Siena.

## Obras teóricas
- Del sonare sopra'l basso con tutti li stromenti e dell'usu loro nel conserto. Siena: Deomnico Falcini, 1607.
- La musica ecclesiastica dove si contiene la vera diffinitione della musica come scienza, non più veduta, e sua nobilità. Siena: Bonetti, 1638.